# ریچارد کرنا
ریچارد کرنا (انگلیسی: Richard Crenna; ۳۰ نوامبر ۱۹۲۶ – ۱۷ ژانویهٔ ۲۰۰۳) هنرپیشه اهل ایالات متحده آمریکا بود. وی بین سال‌های ۱۹۳۷ تا ۲۰۰۳ میلادی فعالیت می‌کرد.
از فیلم‌هایی که وی در آن نقش داشته‌است، می‌توان به جان رمبو، اولین خون، رمبو: اولین خون قسمت دوم، رمبو ۳، گرمای بدن، سابرینا، زبر و زرنگ‌ها! قسمت دوم، به اشتباه متهم شد، بچه فلامینگو و گذرگاه بریکهارت اشاره کرد.